# Gli orsi non esistono
Gli orsi non esistono (Khers nist) è un film del 2022 scritto e diretto da Jafar Panahi.

## Trama
Il film narra due storie d'amore: una metafilmica, l'altra reale. Panahi, che interpreta se stesso, si trova in un villaggio dell'Iran al confine con la Turchia. Qui si imbatte in una coppia di amanti che cerca di scappare dal paese. Per aiutarli, il regista produce un finto film, in modo che i due ottengano dei passaporti francesi falsi. Nel frattempo il regista si trova invischiato con le politiche del Consiglio degli anziani del villaggio. Panahi ha scattato una foto che ritrae una relazione clandestina tra un ragazzo e una ragazza promessa in sposa al figlio di uno degli anziani.

## Produzione
Gli orsi non esistono è stato girato in Iran nella primavera 2022.

## Promozione
Il primo trailer del film è stato pubblicato il 17 agosto 2022.

## Distribuzione
La prima del film è avvenuta il 9 settembre 2022 in occasione della 79ª Mostra internazionale d'arte cinematografica di Venezia. Il regista Jafar Panahi non ha potuto presenziare alla cerimonia perché è stato arrestato nel luglio 2022 e condannato a sei anni di reclusione per propaganda contro il governo iraniano.

## Riconoscimenti
- 2022 - Mostra internazionale d'arte cinematografica
  - Premio speciale della giuria